# Mütter
Mütter ist ein 1935 erschienener Roman des österreichischen Schriftstellers Karl Heinrich Waggerl (1897–1973).
Es handelt sich um seinen letzten Roman; später wandte sich Waggerl der kleineren erzählerischen Form zu.

## Inhalt
In einem österreichischen Gebirgsdorf, dessen Häuser wie ein „Haufen grauer Käfer den Bach entlang“ liegen wird das beständige bäuerliche Leben mit Schwerpunkt auf dem Schicksal einiger Frauengestalten geschildert.
Die Dorfbewohner ziehen die ehemalige Hebamme Gertraud bei Problemen in Liebesangelegenheiten gerne ins Vertrauen. Die alleinstehende Gertraud zieht einige Kleinkinder bei sich auf, die von deren ledigen Müttern nicht betreut werden können.
Darunter befinden sich auch die vier Kinder der ledigen Magd Barbara, die durch vier verschiedene Männer Mutter wurde. Der ältere Frächter Nikolaus glaubt, er wäre Vater des jüngsten und vierten Kindes und möchte Barbara ungeachtet ihres Vorlebens heiraten. Barbara ist beeindruckt, liebt ihn jedoch nicht und schiebt die Hochzeit immer wieder hinaus. Als Nikolaus endlich ein Heim für die Familie geschaffen hat, ist Barbara bereit, das Aufgebot zu bestellen. Nikolaus möchte zunächst das jüngste, vermeintlich eigene Kind zu sich nehmen und die älteren Kinder zu anderen Leuten in Dienst schicken.
Peter, Sohn eines russischen Soldaten, der später selber Soldat werden möchte, und sein schwächlicher Bruder Paul, Sohn eines Kunstmalers, kommen auf einen entlegenen Hof in den Bergen.
Das älteste Kind, Barbara, stammt von einer nach Südamerika ausgewanderten Jugendliebe, die dort zu Reichtum gelangt ist. Barbara sehnt sich nach dem unbekannten Vater und schreibt ihm. Sie kommt zum verwitweten Totengräber in Dienst, der zwei kleine Kinder hat. Kinder und Haus sind verwahrlost, der Totengräber meist betrunken. Zunächst fürchtet sie sich, doch bald bringt sie das Haus in Ordnung und kümmert sich um die Kinder, so dass sich auch der Totengräber ihrer Haushaltsführung unterwirft.
Als Stefan aus Südamerika zurückkehrt und Ansprüche auf Barbara erhebt, will er nicht akzeptieren, dass diese Nikolaus heiraten will. Als er im Gespräch mit Nikolaus höhnt, dieser sei nicht der Vater des Kindes, verliert Nikolaus seine Beherrschung und bringt Stefan um.
Neben diesem Handlungsstrang, der sich um Barbara dreht, wird auch das Schicksal des Hausierers Jakob geschildert, der sich eine Frau aus der Stadt mitgebracht hat. Er möchte gerne Kinder, doch die Frau, die schlechte Erfahrungen in ihrer Kindheit gemacht hat, wehrt sich. Jakob wird gegen Marie tätlich. Gertraud gibt ihr Ratschläge. Marie ist schwanger; die Beziehung ist gestört. Schließlich bringt sie den Hausierer angesichts der Geburt zum Einlenken.
Waggerl schildert eigenwillig und humorvoll das dörfliche Leben mit den Frauen als erhaltende und bestimmende Kraft. Das Gemeinsame ist ihnen die Mütterlichkeit. „Den Müttern gehört das Dorf, aus ihren Leibern quillt ja von Jahr zu Jahr alles Leben, das in Häusern und Gassen wimmelt.“

## Zitat
In Mütter findet sich der häufig in Trauerreden zitierte Satz „Oh, wir sterben viele Tode, solange wir leben, der letzte ist nicht der bitterste!“

## Ausgaben
- Karl Heinrich Waggerl: Mütter. Roman. Insel, Leipzig 1935. Neuauflagen 1943, 1945.
- Karl Heinrich Waggerl: Mütter. Roman. Deutsche Hausbücherei, Hamburg 1941.
- Karl Heinrich Waggerl: Mütter. Roman. Österreichische Buchgemeinschaft, Wien 1949.
- Karl Heinrich Waggerl: Gesammelte Werke. Band 4. Mütter. Insel, Wiesbaden und Müller, Salzburg 1951. Neuauflagen 1959, 1964, 1965.
- Karl Heinrich Waggerl: Mütter. Roman. Mit 23 Illustrationen von Ernst von Dombrowski. Deutsche Buchgemeinschaft, Berlin 1955.
- Karl Heinrich Waggerl: Mütter. Roman. Volksbuchverlag für die Mitglieder der Büchergilde Gutenberg, Wien 1958.
- Karl Heinrich Waggerl: Mütter. Roman. Büchergilde Gutenberg, Frankfurt am Main 1960.
- Karl Heinrich Waggerl: Mütter. Roman. Insel, Frankfurt am Main 1963.
- Karl Heinrich Waggerl: Mütter. Roman. Buchgemeinschaft Donauland, Wien 1963.
- Karl Heinrich Waggerl: Mütter. Roman. Droemer Knaur, München 1964.
- Karl Heinrich Waggerl: Mütter. Roman. Buchgemeinschaft Welt und Heimat, Wien 1967.
- Karl Heinrich Waggerl: Sämtliche Werke. Band 1. Brot. Schweres Blut. Das Jahr des Herrn. Mütter. Müller, Salzburg 1970.
- Karl Heinrich Waggerl: Sämtliche Werke. Band 1. Brot. Schweres Blut. Das Jahr des Herrn. Mütter. Buchgemeinschaft Welt und Heimat, Wien 1972.
- Karl Heinrich Waggerl: Mütter. Roman. Buchgemeinschaft Donauland, Wien 1999.

Lettisch
- Karl Heinrich Waggerl: Mates. Übersetzung: Klavs Sarma. Kadilis, Riga 1943.